# Deshonrada
Deshonrada (títol original en anglès: Dishonored Lady) és una pel·lícula estatunidenca dirigida per Robert Stevenson, estrenada el 1947. Ha estat doblada al català.

## Argument
Una bella executiva d'una revista és acusada d'assassinar el seu antic promès. Adaptació d'una reeixida representació de Broadway.

## Repartiment
- Hedy Lamarr: Madeleine Damien
- Dennis O'Keefe: Dr. David Cosís
- John Loder: Felix Courtland
- William Lundigan: Jack Garet

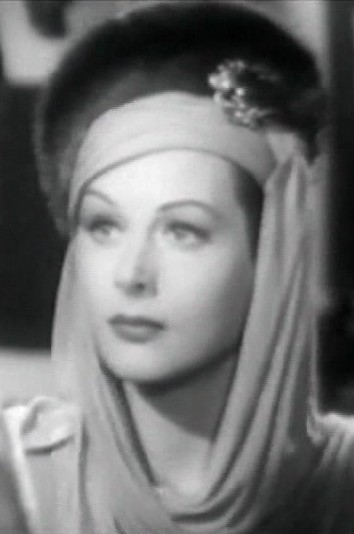
Hedy Lamarr

- Morris Carnovsky: Dr. Richard Caleb
- Natalie Schafer: Ethel Royce
- Paul Cavanagh: Victor Kranish
- Douglas Dumbrille: Advocat de la defensa
- Margaret Hamilton: Sra. Geiger
- Nicholas Joy: Advocat de la defensa
- Gino Corrado (no surt als crèdits): Carl